# Radio Onz'Débrouille
Radio Onz'Débrouille ou RO'D est une radio pirate cofondée à Paris en février 1978 par Alain-Pierre  Léger et André Bride.

## Historique
La première émission a eu lieu le 15 février 1978 depuis le 12e arrondissement de Paris.
À partir de juillet 1978, la station émet depuis la faculté de Vincennes pour éviter la saisie de ses installations car la loi sur le monopole a été renforcée.
Son émetteur est parfois utilisé par les équipes de Radio Mongol, Radio Fil Rose et Radio Bastille. Son émetteur fut aussi utilisé par François Mitterrand pour l'émission de Radio Riposte en 1979.
RO'D émet tous les soirs dès 23 h jusqu'à 1 h ou 2 h du matin.
Certaines émissions se déroulent en direct depuis la Place d'Aligre.